# Jackson Mac Low
Jackson Mac Low, né le 12 septembre 1922 à Chicago (États-Unis) et mort le 8 décembre 2004 à New York (États-Unis), est un poète, artiste de performance, compositeur et dramaturge américain.
Un des premiers membres de Fluxus, Jackson Mac Low est connu de la plupart des lecteurs de poésie comme un praticien d'opérations de hasard systématiques et d'autres méthodes de composition non intentionnelles dans son travail, qu'il a expérimentées pour la première fois dans l'œuvre musicale de John Cage, Earle Brown et Christian Wolff.

## Biographie
Jackson Mac Low a été marié à l'artiste Iris Lezak de 1962 à 1978 et à la poétesse Anne Tardos de 1990 à sa mort.